# Фішер (округ, Техас)
Шаблон:StateAbbr_ 32°44′ пн. ш. 100°24′ зх. д. / 32.74° пн. ш. 100.4° зх. д.
Округ Фішер (англ. Fisher County) — округ (графство) у штаті Техас, США. Ідентифікатор округу 48151.

## Історія
Округ утворений 1876 року.

## Демографія
За даними перепису 2000 року загальне населення округу становило 4344 осіб, усе сільське. Серед мешканців округу чоловіків було 2092, а жінок — 2252. В окрузі було 1785 домогосподарств, 1245 родин, які мешкали в 2277 будинках. Середній розмір родини становив 2,93.
Віковий розподіл населення поданий у таблиці:
| Стать    | До 15 років | 15-21 | 22-29 | 30-39 | 40-49 | 50-65 | 65-85 | Понад 85 |
| -------- | ----------- | ----- | ----- | ----- | ----- | ----- | ----- | -------- |
| Чоловіки | 436         | 192   | 123   | 245   | 311   | 367   | 373   | 45       |
| Жінки    | 411         | 179   | 160   | 239   | 305   | 391   | 468   | 99       |

## Суміжні округи
- Стоунволл — північ
- Джонс — схід
- Тейлор — південний схід
- Нолан — південь
- Скаррі — захід
- Кент — північний захід

## Виноски
1. ↑  U.S. Decennial Census. United States Census Bureau. Архів оригіналу за 26 квітня 2015. Процитовано 26 квітня 2015.
2. ↑  Texas Almanac: Population History of Counties from 1850–2010 (PDF). Texas Almanac. Архів оригіналу (PDF) за 26 лютого 2015. Процитовано 26 квітня 2015.
3. ↑  State & County QuickFacts. United States Census Bureau. Архів оригіналу за 18 жовтня 2011. Процитовано 16 грудня 2013. [Архівовано 2011-10-18 у Wayback Machine.](англ.) Наведено за англійською вікіпедією.
4. ↑  American FactFinder. Бюро перепису населення США. Архів оригіналу за 26 лютого 2012. Процитовано 31 січня 2008. [Архівовано 2008-05-21 у Wayback Machine.]

| США | Це незавершена стаття з географії США. Ви можете допомогти проєкту, виправивши або дописавши її. |